# داستان افرا
«داستان افرا» (انگلیسی: MapleStory) یک بازی ویدئویی در سبک خیال‌پردازی
بازی نقش آفرینی بر خط چندنفره گسترده است؛ که در سال ۲۰۰۳ و در پلت‌فرم‌های مایکروسافت ویندوز و آی‌اواس منتشر شده‌است.